# 冷却CCDカメラ
冷却CCDカメラ（れいきゃくシーシーディーカメラ）は、CCDイメージセンサを低温で動作させ、高感度・低ノイズの画像を得ることを目的にしたデジタルカメラの一種である。

## 概要
CCDカメラでは、光入力のない状態でも信号出力があり、これを暗電流と言う。目的とする画像取得にとっては、雑音（ノイズ）の原因の一つとなり、特に天体観測など低照度長時間露出の場合に問題となる。これは、温度が高いほど大きな影響があるため熱雑音とも呼ばれる。CCDを冷却することによってこの熱雑音を減らし、高S/N比・低ノイズな画像を得る。というのが大まかな原理である。
CCDの冷却には、
- ペルチェ素子による冷却（-20℃程度まで冷却可能。補助的に空冷・液冷などを用いる場合がある）
- 液体窒素などの低温液体による冷却（この場合、CCD部は-100℃を下回る）
- 気体を用いたジュール＝トムソン効果による冷却

などが用いられる。このとき結露による曇りを防止するため、
- 除湿剤を封入しておく
- 乾燥空気を送る
- CCD部の入ったモジュールを真空状態でパッケージングする

などの対策を行うことがある。
なお、熱雑音（暗電流）を生じる原因としては、主に次の3点が考えられる。 
1. 空乏化していない領域での熱励起とその拡散
2. 空乏層内での熱励起
3. 界面での表面準位による熱励起

これらのうちで最も支配的なのは、界面での表面準位による熱励起である。

## 用途
天体観測（天文台や研究機関のみならず、数十万円で購入できる製品がハイアマチュア向けに販売されている）・顕微鏡撮影（特に、微弱な蛍光を扱う場合）・医療用レントゲン撮影（高感度で観測できると放射線被曝を抑えられるメリットがある）・分光測定装置など、特に高感度・長時間露光が要求される目的に使用される。
目的によって、可視光観測用・赤外線観測用・紫外線観測用・X線観測用のものなどが用意されている。可視光観測用のものでは、モノクロ画像を得るものとカラー画像を得るものが存在する。但し、モノクロ用のものであっても、カラーフィルタを併用して撮像したのちカラー合成を行うことによってカラー画像が得られるものがある。
ダイナミックレンジが銀塩フィルムよりも大きいため、天体観測に使用した場合、都市部の光害のある地域でも星雲等の微光天体の撮像が可能である。
ハロゲン化銀に比べ量子効率が高い為、より高感度である。
生物学の分野では、特定の遺伝子の発現や生理現象により発光するように遺伝子組み換えを行なった生物を用いて生理現象の解析を行なう発光レポーター法という手法があるが、このとき生じる光は非常に弱いため、この観察に冷却CCDが用いられる。
なお、携行型地対空ミサイルには、誘導用の赤外線シーカーの冷却用に液体窒素を充填するものが存在していた。